# Medobčinska zveza Brda–Zgornje Posočje
Medobčinska zveza Brda–Zgornje Posočje tudi Medobčinska unija Brda-Zgornje Posočje, (italijansko Unione Territoriale Intercomunale Collio Alto Isonzo), skrajšano: »UTI Collio - Alto Isonzo« je ena od dveh italijanskih območnih medobčinskih zvez v deželi Furlanija - Julijska krajina, ki sta kot novi upravnoorganizacijski obliki leta 2016 nadomestili Goriško pokrajino. Sestavlja jo dvanajst občin, ki imajo skupno 72.499 prebivalcev. Sedež območne medobčinske zveze je v Gorici.

## Občine medobčinske zveze Brda-Zgornje Posočje
| občina           | italijansko ime      | lokacija | prebivalstvo | površina  | nadmorska višina |  |
| ---------------- | -------------------- | -------- | ------------ | --------- | ---------------- |  |
| Koprivno         | Capriva del Friuli   |          | 1.708        | 6,32 km2  | 49 m.n.m         |  |
| Krmin            | Cormons              |          | 7.366        | 35,09 km2 | 56 m.n.m         |  |
| Fara ob Soči     | Farra d'Isonzo       |          | 1.712        | 10,25 km2 | 46 m.n.m         |  |
| Gorica           | Gorizia              |          | 34.453       | 41,26 km2 | 84 m.n.m         |  |
| Gradišče         | Gradisca d'Isonzo    |          | 6.468        | 11,22 km2 | 32 m.n.m.        |  |
| Mariano          | Mariano del Friuli   |          | 1.509        | 8,59 km2  | 32 m.n.m         |  |
| Medeja           | Medea                |          | 946          | 7,36 km2  | 132 m.n.m        |  |
| Morar            | Moraro               |          | 754          | 3,57 km2  | 44 m.n.m         |  |
| Moš              | Mossa                |          | 1.544        | 6,21 km2  | 7 m.n.m          |  |
| Romans           | Romans d'Isonzo      |          | 3.726        | 15,5 km2  | 23 m.n.m         |  |
| Šlovrenc ob Soči | San Lorenzo Isontino |          | 1.564        | 4,40 km2  | 54 m.n.m         |  |
| Vileš            | Villesse             |          | 1.672        | 12,05 km2 | 12 m.n.m         |  |

Pristopne izjave k medobčinski zvezi niso podpisale:
| občina          | italijansko ime         | lokacija |
| --------------- | ----------------------- | -------- |
| Sovodnje        | Savogna d'Isonzo        |          |
| Dolenje v Brdih | Dolegna del Collio      |          |
| Števerjan       | San Floriano del Collio |          |

## Ukinitev
Medobčinska zveza nikoli ni zaživela v celoti in je bila ukinjena leta 2020, v skladu z regionalnim zakonom 21/2019.